# Raimondo Inconis
Raimondo Inconis (ur. 27 marca 1959 w San Gavino Monreale) – włoski fagocista i pedagog.

## Życiorys
Urodził się 27 marca 1959 w San Gavino Monreale. Ukończył Akademię Muzyczną "Giovanni Pierluigi da Palestrina" w Cagliari pod kierunkiem prof. Orlando Pittau.
Raimondo Inconis zawodową karierę rozpoczął jeszcze jako student w grając najpierw w orkiestrze Teatro Lirico Cagliari,  oraz z innymi orkiestrami w Niemczech, Belgii, Austrii, Francji i Szwecji.
W 2009 roku Inconis opublikował Metoda: „The Contrabassoon History and Technique” – ER 3008.